# Kristen Stewart

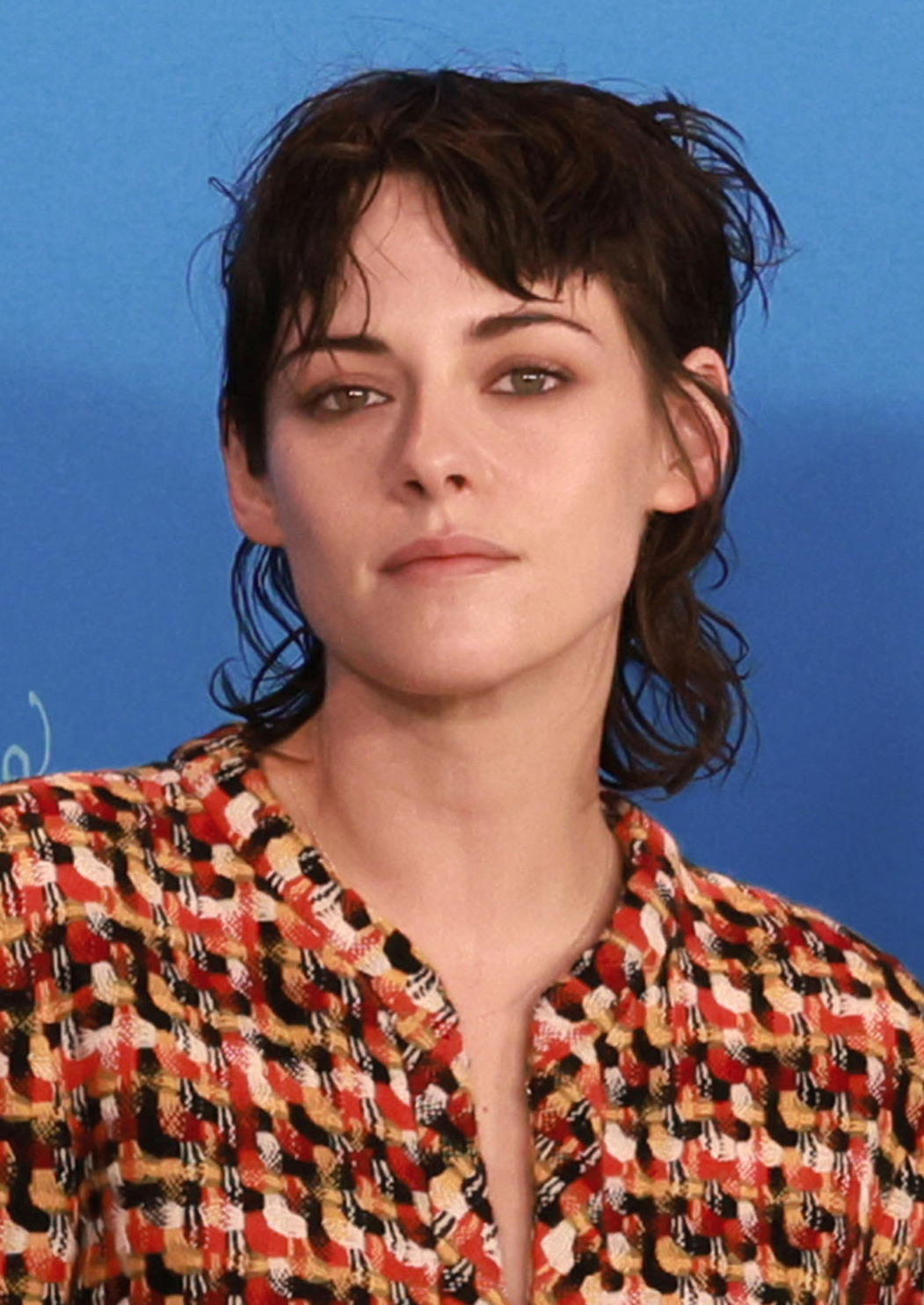
Kristen Stewart bei der Berlinale 2023

Kristen Jaymes Stewart (* 9. April 1990 in Los Angeles, Kalifornien) ist eine US-amerikanische Filmschauspielerin, Regisseurin und Drehbuchautorin. Sie ist die bisher einzige US-Amerikanerin, die den Filmpreis César, der als französisches Pendant des Oscars gilt, gewonnen hat.

## Leben

### Kindheit und Jugend
Kristen Jaymes Stewart wurde am 9. April 1990 in Los Angeles, Kalifornien geboren.
Ihr Vater ist Filmregisseur.
Stewart wuchs im San Fernando Valley von Los Angeles zusammen mit ihrem älteren Bruder Cameron und ihren beiden Adoptivbrüdern Taylor und Dana auf. Ihre Eltern arbeiten beide in der Filmindustrie, ihr Vater John Stewart als Fernsehproduzent und Inspizient und ihre aus Queensland (Australien) stammende Mutter Jules Mann-Stewart als Script Supervisor, weshalb Kristen bereits als Kind viel Zeit an Filmsets verbrachte. Sie besuchte die öffentliche Schule bis zu ihrem Abschluss der Junior High School. Danach musste sie aufgrund ihrer unregelmäßigen Drehtermine und ihrer zunehmenden Bekanntheit bis zu ihrem Highschool-Abschluss im Jahr 2009 Privatunterricht nehmen.

### Karrierebeginn

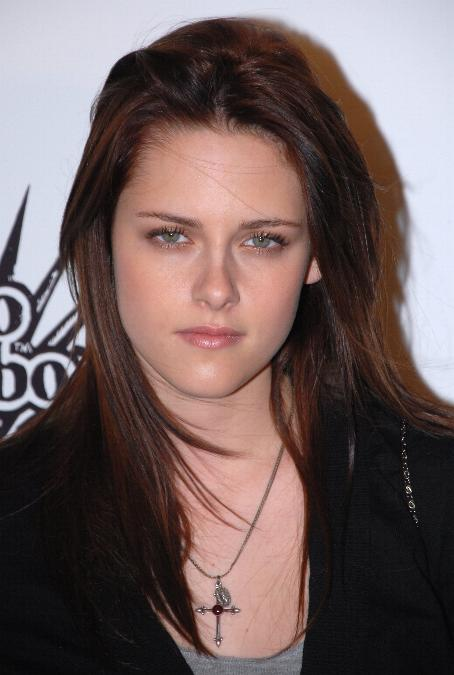
Kristen Stewart (2007)

Ihre erste kleinere Schauspielrolle hatte sie im Disney-TV-Film Das dreizehnte Jahr (1999), nachdem ein Schauspielagent bei einer Theateraufführung ihrer Grundschule auf die damals Achtjährige aufmerksam geworden war. Es folgte eine Komparsenrolle in Die Flintstones in Viva Rock Vegas (2000), sowie Auftritte in mehreren Werbespots, unter anderem für die Automarke Porsche.
Ihre erste größere Rolle hatte Stewart im Independent-Film The Safety of Objects (2001), wo sie die Tomboy-Tochter von Patricia Clarkson verkörperte. Größere Aufmerksamkeit erhielt sie erstmals für ihre Rolle im Film Panic Room (2002), in dem sie die zuckerkranke Tochter Sarah von Meg Altmann (Jodie Foster) spielt. Für Stewart war vor allem die Zusammenarbeit mit ihrer Mentorin Jodie Foster prägend für ihre weitere Schauspielkarriere.
Es folgten zahlreiche weitere Schauspielauftritte. In dem Thriller Cold Creek Manor (2003) spielte Stewart die Tochter von Dennis Quaid und Sharon Stone. In der US-Neuverfilmung des dänischen Kinderfilms Kletter-Ida, Mission: Possible (2004), hatte Stewart eine der Hauptrollen. Im Alter von 13 Jahren übernahm sie in Speak – Die Wahrheit ändert alles (2004) die Rolle einer Highschool-Schülerin, die von einem älteren Mitschüler auf einer Party vergewaltigt wird, dies jedoch niemandem anvertraut. Ihre schauspielerische Leistung in Speak wurde sehr positiv aufgenommen. Im Jahr 2005 spielte Stewart in Fierce People neben Diane Lane und Donald Sutherland und war in dem Fantasyfilm Zathura als Lisa zu sehen. 2006 übernahm Stewart die Rolle des Teenagers Lucy Hardwicke in dem romantischen Drama Im Land der Frauen und war dort neben Meg Ryan und Adam Brody zu sehen. 2008 spielte Stewart in dem Drama The Cake Eaters die 15-jährige, schwer kranke Georgia. Im selben Jahr verkörperte sie die Filmfigur der Martine an der Seite von William Hurt und Maria Bello in der Neuverfilmung des Dramas Das gelbe Segel und wirkte in einer Nebenrolle in dem Film Into the Wild – Die Geschichte eines Aussteigers von Sean Penn mit.
Im Jahr 2009 war sie an der Seite von Jesse Eisenberg im Film Adventureland in der Hauptrolle der Emily „Em“ Lewin zu sehen. Adventureland, ein Drama über Studierende, die während ihrer Sommerferien in einem Freizeitpark arbeiten, wurde noch vor der Veröffentlichung der Twilight-Saga, mit der Stewarts internationale Berühmtheit einherging, abgedreht und war der erste von drei Filmen, in denen sie und Jesse Eisenberg zusammen als Hauptfiguren auftraten.

### Schauspielerischer Durchbruch

#### 2008–2012: Twilight-Saga
Noch 2008 wurde Kristen Stewart für die Rolle der Bella Swan in Twilight – Biss zum Morgengrauen (2008), der Verfilmung des ersten Buchs der gleichnamigen, vierteiligen Roman-Reihe von Stephenie Meyer schlagartig international bekannt. Die als Mega-Blockbuster aufgezogene Liebesgeschichte zwischen der sterblichen Highschool-Schülerin Bella und einem über 100 Jahre alten Vampir namens Edward Cullen (Robert Pattinson) wurde Gegenstand einer eigenen Fankultur. Neben der positiven Resonanz wurden Film und Schauspieler im Spannungsfeld des Hypes aber auch mit Kritiken und Hass konfrontiert.
Der zweite Teil der Reihe New Moon – Biss zur Mittagsstunde kam 2009 in die deutschen Kinos und setzte den großen Erfolg fort. Es folgten die Teile drei bis fünf der Twilight-Saga Eclipse – Biss zum Abendrot (2010), Breaking Dawn – Biss zum Ende der Nacht, Teil 1 (2011) und Breaking Dawn – Biss zum Ende der Nacht, Teil 2 (2012).

#### 2010–2012: Sonstige Filme
In The Runaways (2010), einem Film über die gleichnamige Rock-’n’-Roll-Band, verkörperte Stewart Joan Jett. Für den Film sangen Dakota Fanning und Stewart einige Songs der Runaways neu ein, die Teil des Film-Soundtrack wurden. Zum Lied Cherry Bomb drehten Fanning und Stewart zudem ein Musikvideo.
2010 war Stewart in dem Drama Willkommen bei den Rileys an der Seite von James Gandolfini und Melissa Leo als jugendliche Prostituierte Mallory zu sehen. Der Film wurde 2010 im Rahmen des Independent-Filmfest Sundance Film Festival erstaufgeführt und führte zu positiven Kritiken für Kristen Stewarts schauspielerische Leistung.
2012 war sie außerdem in On the Road – Unterwegs und in Snow White and the Huntsman zu sehen. Letzterer stellte vor allem aufgrund schlechter Kritiken, die gezielt gegen Stewart gerichtet wurden, ein Fiasko dar, aber auch weil Stewart aufgrund einer von Paparazzi öffentlich gemachten Affäre mit dem Regisseur Rupert Sanders Mittelpunkt eines medialen Skandals wurde. Kristen Stewart, die zudem stark unter dem der Twilight-Saga entspringendem medialen Interesse an ihrem Privatleben litt, zog sich daraufhin für zwei Jahre aus der Öffentlichkeit und dem Filmgeschäft zurück.

### Ab 2014: Schauspielerische Festigung und Weiterentwicklung

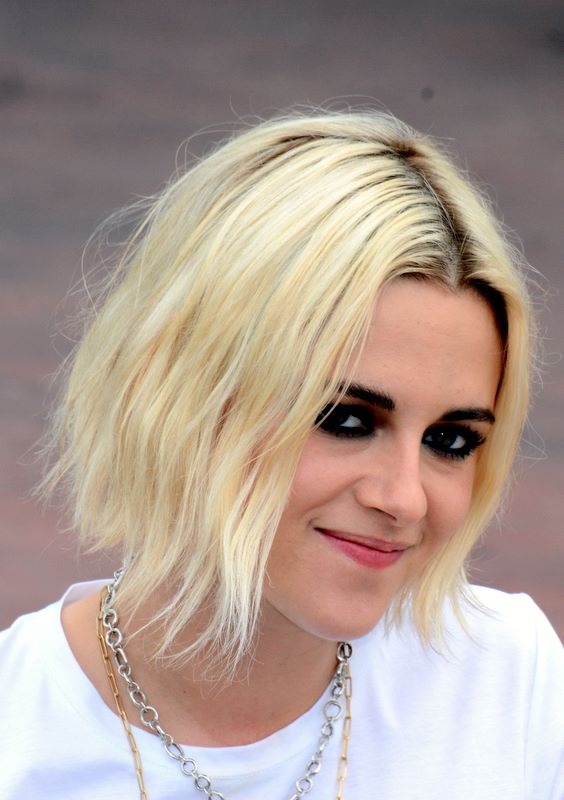
Stewart in Cannes (2016)

Nach ihrer Rückkehr mit der Übernahme tragender Nebenrollen in den Filmdramen Still Alice – Mein Leben ohne Gestern und Die Wolken von Sils Maria begann Kristen Stewart abseits der Blockbuster Hollywoods vermehrt im Bereich des internationalen Independent-Films Erfahrungen zu sammeln. Beide Filme wurden von Kritikern sehr positiv aufgenommen. Für ihre Rolle der persönlichen Assistentin von Maria Enders (Juliette Binoche) in Olivier Assayas Werk Die Wolken von Sils Maria wurde sie als erste US-amerikanische Schauspielerin mit dem César, dem wichtigsten französischen Filmpreis als beste Nebendarstellerin ausgezeichnet.
Ebenfalls im Jahr 2014 erschien der US-amerikanische Independent-Film Camp X-Ray – Eine verbotene Liebe, in dem Stewart die Hauptfigur der Amy Cole verkörpert, einer Soldatin im Militärgefängnis von Guantanamo Bay.
2015 spielte sie neben Jesse Eisenberg eine der beiden Hauptrollen in dem Stoner-Film American Ultra, der gemischte Kritiken erhielt. Mit Woody Allens Film Café Society (2016) folgte der dritte Film als Hauptfigur an der Seite von Jesse Eisenberg. Der Film feierte 2016 bei den Internationalen Filmfestspielen von Cannes Premiere. In Kelly Reichardts Episodenfilm Certain Women (2016) spielt Stewart die Anwältin Beth Travis aus Montana. Ebenfalls im Jahr 2016 erschien Personal Shopper, ein Film des französischen Regisseurs Olivier Assayas, der die von Stewart verkörperte Figur der Assistentin in Die Wolken von Sils Maria ideell fortsetzt und von Assayas bewusst auf die schauspielerischen Fähigkeiten von Kristen Stewart zugeschnitten wurde.
In dem Musikvideo zum Song Ride ’Em On Down der Rolling Stones, der sich auf dem Album Blue & Lonesome von 2016 befindet, fährt Kristen Stewart in einem blauen Ford Mustang umher, leckt an einem blauen Dauerlutscher und tanzt lasziv, mit angesteckter Zigarette im Mund, an einer Tankstelle zu dem ursprünglich von Bluesgitarrist Eddie Taylor komponierten Song.

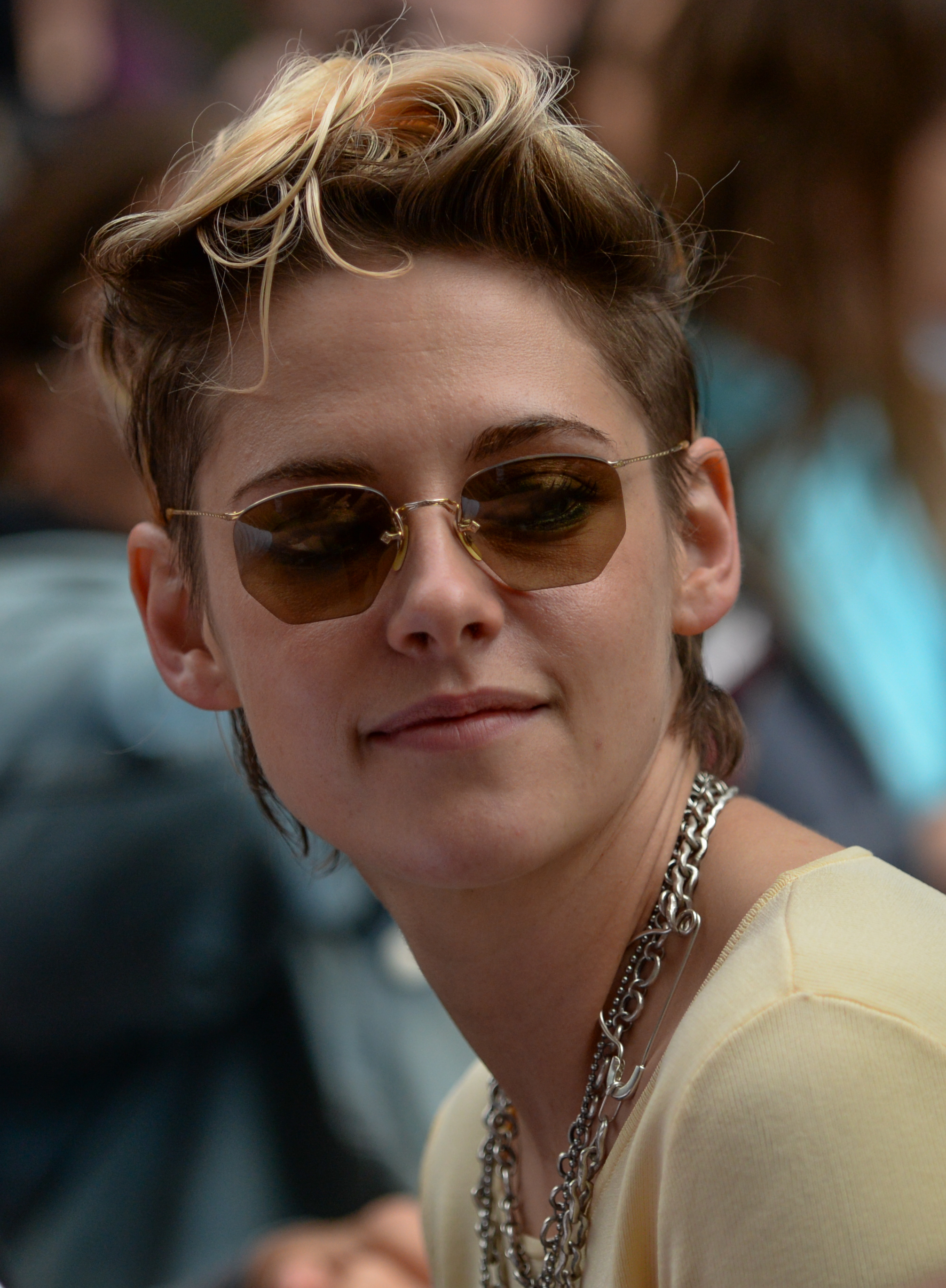
Kristen Stewart (2019)

2019 war sie an der Seite von Naomi Scott und Ella Balinska im Blockbuster 3 Engel für Charlie von Regisseurin Elizabeth Banks zu sehen. In dem 2019 erschienenen Thriller Jean Seberg – Against all Enemies spielt Stewart die Hauptrolle der realen Figur Jean Seberg, wofür sie positive Kritiken erhielt.
Nach dem Science-Fiction-Film Equals – Euch gehört die Zukunft aus dem Jahr 2015, war Kristen Stewart 2020 mit ihrer Hauptrolle der Norah Price in dem bereits 2018 fertiggestellten Film Underwater – Es ist erwacht wieder im Science-Fiction-Genre zu sehen. 2020 war Kristen Stewart zudem Teil der US-amerikanischen queeren Rom-Com Happiest Season von Clea DuVall, in der Stewart neben Mackenzie Davis eine der Hauptfiguren darstellt.
Für ihre Verkörperung der Figur der Prinzessin Diana in Pablo Larraíns Film Spencer erhielt Stewart derart positive Resonanz, dass ihr bereits im Vorfeld der Nominierungsbekanntgabe aussichtsreiche Chancen für den Oscar 2022 in der Kategorie Beste Schauspielerin zugesprochen wurden. Kristen Stewart hatte sich für die Rolle der Prinzessin Diana akribisch vorbereitet. Zum einen versuchte sie über monatelanges Sichten von Biografien, Video- und Tonaufnahmen von Diana deren Gestik, Mimik, Sprache und Ansätze ihrer komplexen Gefühlswelt zu verinnerlichen, zum anderen eignete sie sich mithilfe eines Dialekt-Coaches den britischen Dialekt an, um die Verkörperung der Figur zu perfektionieren.
Am 8. Februar 2022 wurde ihre Nominierung für die 94. Oscar-Verleihung in der Kategorie Beste Schauspielerin im Rahmen der offiziellen Nominierungsbekanntgabe mitgeteilt.
Im Jahr 2025 spielte sie in dem Film The Wrong Girls.

### Debüt als Drehbuchautorin und Regisseurin
Beim Sundance Film Festival 2017 wurde ihr 2016 entstandener Kurzfilm Come Swim gezeigt, zu dem Kristen Stewart das Drehbuch schrieb sowie Regie führte. In diesem Zusammenhang entstand zudem die wissenschaftliche Kurzpublikation Bringing Impressionism to Life with Neural Style Transfer in Come Swim, die Stewart in Zusammenarbeit mit dem Wissenschaftler Bhautik J Joshi und dem Produzenten David Shapiro schrieb. Darin werden Erkenntnisse der für die Filmerstellung von Come Swim methodisch genutzten computergestützten Bildanalyse und -verarbeitung behandelt. Im Jahr 2020 steuerte Kristen Stewart ihren Kurzfilm Grillen bei der von Netflix veröffentlichten Anthologieserie Homemade bei.
Im Mai 2018 gab Kristen Stewart bekannt, dass sie an einer Adaption des Buchs The Chronology of Water von Lidia Yuknavitch arbeite, mit dem sie ihr Spielfilmdebüt als Drehbuchautorin und Regisseurin plant. Im Jahr 2021 wurde mit dem Casting der Schauspieler begonnen und die übrige Umsetzung des Projekts soll im Jahr 2022 beginnen. 2023 führte sie Regie für den Kurzfilm the film der Musikgruppe Boygenius.
Im Jahr 2025 wurde Stewarts Spielfilmdebüt als Regisseurin The Chronology of Water, ins Programm des 78. Filmfestivals von Cannes aufgenommen.

### Sonstiges
Kristen Stewart ist seit 2013 Botschafterin des Modelabels Chanel und wurde das Gesicht zahlreicher Métiers d’Art Kampagnen des Modehauses. In dem Kurzfilm Once and Forever wurde sie 2015 vom künstlerischen Direktor Karl Lagerfeld als junge Coco inszeniert.
2017 wurde sie in die Academy of Motion Picture Arts and Sciences (AMPAS) aufgenommen, die jährlich die Oscars vergibt. Im Jahr 2018 wurde Stewart zudem in die Wettbewerbsjury des 71. Filmfestivals von Cannes berufen.
Im November 2021 kündigte Kristen Stewart die Entwicklung einer queeren „ghost-hunting“ TV-Reality-Serie an, die in Zusammenarbeit mit ihrem engen Freund C.J. Romero und ihrer Freundin und Autorin Dylan Meyer entstehen soll. Produziert wird die Serie von der Produktionsfirma Scout Production, die als Produzent der queeren US-amerikanischen Netflix-Show Queer Eye bekannt ist.
Im Dezember 2022 wurde Stewart zur Jurypräsidentin der Berlinale 2023 ernannt.

## Persönliches
Stewart lebt im Stadtteil Los Feliz in Los Angeles.
Bei den Dreharbeiten zu Speak lernte sie Michael Angarano kennen, mit dem sie zwei Jahre später eine Beziehung einging. Das Paar trennte sich 2009 jedoch wieder. Bis 2013 war Stewart, mit kurzer Unterbrechung im Juli 2012, mit ihrem Twilight-Co-Star Robert Pattinson liiert. Im Juli 2016 bestätigte sie, dass sie mit ihrer früheren persönlichen Assistentin Alicia Cargile in einer Beziehung lebe. Danach war sie kurzzeitig mit der Sängerin St. Vincent liiert. Von 2016 bis 2018 war Kristen Stewart mit dem neuseeländischen Model Stella Maxwell in einer Beziehung.
2019 wurde Kristen Stewarts Beziehung zu der Drehbuchautorin Dylan Meyer aus Los Angeles bekannt. 2021 gab sie in einem Radio-Interview der SiriusXM’s The Howard Stern Show ihre Verlobung bekannt. Sie werden im kleineren Umfeld in Kalifornien heiraten, so Stewart.
Im Jahr 2021 verlobten sie sich und heirateten am 20. April 2025 in Los Angeles.

## Deutsche Synchronstimme
Stewart wurde von 2008 bis 2016 von der Synchronsprecherin Annina Braunmiller gesprochen.

## Filmografie (Auswahl)

### Schauspielerin
- 1999: Das dreizehnte Jahr (The Thirteenth Year)
- 2000: Die Flintstones in Viva Rock Vegas (The Flintstones in Viva Rock Vegas)
- 2001: The Safety of Objects
- 2002: Panic Room
- 2003: Cold Creek Manor – Das Haus am Fluss (Cold Creek Manor)
- 2004: Speak – Die Wahrheit ändert alles (Speak)
- 2004: Mission: Possible – Diese Kids sind nicht zu fassen! (Catch That Kid)
- 2004: Undertow – Im Sog der Rache (Undertow)
- 2005: Fierce People – Jede Familie hat ihre Geheimnisse (Fierce People)
- 2005: Zathura – Ein Abenteuer im Weltraum (Zathura: A Space Adventure)
- 2006: Im Land der Frauen (In the Land of Women)
- 2007: The Messengers
- 2007: The Cake Eaters
- 2007: Into the Wild
- 2007: Cutlass (Kurzfilm)
- 2008: Jumper
- 2008: Das gelbe Segel (The Yellow Handkerchief)
- 2008: Inside Hollywood (What Just Happened?)
- 2008: The Sarah Silverman Program. (Fernsehserie, Folge 2x14 I Thought My Dad Was Dead, But It Turns Out He’s Not)
- 2008: Twilight – Biss zum Morgengrauen (Twilight)
- 2009: Adventureland
- 2009: New Moon – Biss zur Mittagsstunde (New Moon)
- 2010: The Runaways
- 2010: Willkommen bei den Rileys (Welcome to the Rileys)
- 2010: Eclipse – Biss zum Abendrot (The Twilight Saga: Eclipse)
- 2011: Breaking Dawn – Biss zum Ende der Nacht, Teil 1 (The Twilight Saga: Breaking Dawn – Part 1)
- 2012: Snow White and the Huntsman
- 2012: On the Road – Unterwegs (On the Road)
- 2012: Breaking Dawn – Biss zum Ende der Nacht, Teil 2 (The Twilight Saga: Breaking Dawn – Part 2)
- 2014: Camp X-Ray – Eine verbotene Liebe (Camp X-Ray)
- 2014: Die Wolken von Sils Maria (Sils Maria)
- 2014: Still Alice – Mein Leben ohne Gestern (Still Alice)
- 2015: Anesthesia
- 2015: American Ultra
- 2015: Equals – Euch gehört die Zukunft (Equals)
- 2016: Certain Women
- 2016: Café Society
- 2016: Personal Shopper
- 2016: Die irre Heldentour des Billy Lynn (Billy Lynn’s Long Halftime Walk)
- 2018: Lizzie Borden – Mord aus Verzweiflung (Lizzie)
- 2018: Zu schön um wahr zu sein – Die JT LeRoy Story (JT LeRoy)
- 2019: Jean Seberg – Against all Enemies (Seberg)
- 2019: 3 Engel für Charlie (Charlie’s Angels)
- 2020: Homemade (Fernsehserie, Folge 1x14 Grillen, auch Buch und Regie)
- 2020: Underwater – Es ist erwacht (Underwater)
- 2020: Happiest Season
- 2021: Spencer
- 2022: Crimes of the Future
- 2024: Love Me
- 2024: Love Lies Bleeding
- 2024: Sacramento

### Regie
- 2014: Sage + The Saints: Take Me to the South  (Musikvideo, Co-Regie)
- 2017: Come Swim (Kurzfilm)
- 2017: Chvrches: Down Side of Me (Musikvideo)
- 2020: Homemade (Anthologie-Serie, 1 Folge)
- 2023: Boygenius: The Film (Kurzfilm)
- 2025: The Chronology of Water

## Auszeichnungen und Nominierungen (Auswahl)

### Große Filmpreise
Oscar
- 2022: Nominierung als Beste Hauptdarstellerin für Spencer

Golden Globe Award
- 2022: Nominierung in der Kategorie Beste Hauptdarstellerin – Drama für Spencer

BAFTA Awards
- 2010: Beste Nachwuchsdarstellerin (Orange Rising Star Award)

César
- 2015: Beste Nebendarstellerin für Die Wolken von Sils Maria

SAG Awards
- 2008: Nominierung in der Kategorie Bestes Schauspielensemble für Into the Wild

### Ehrungen der Filmindustrie
Chlotrudis Awards
- 2016: Nominierung in der Kategorie Beste Nebendarstellerin für Die Wolken von Sils Maria
- 2017: Nominierung in der Kategorie Bestes Schauspielensemble für Certain Women

Gotham Independent Film Award
- 2009: Nominierung in der Kategorie Bestes Schauspielensemble für Adventureland
- 2021: Ehrenpreis Performer Tribute Award für ihr künstlerisches Schaffen

Young Artist Awards
- 2003: Nominierung in der Kategorie Beste junge Schauspielerin (Hauptrolle) für Panic Room
- 2004: Nominierung in der Kategorie Beste Schauspielerin (Nebenrolle) für Cold Creek Manor – Das Haus am Fluss
- 2005: Nominierung in der Kategorie Beste junge Schauspielerin (Nebenrolle) für Undertow – Im Sog der Rache
- 2008: Nominierung in der Kategorie Beste junge Schauspielerin (Nebenrolle) für Into the Wild

### Filmfestivalpreise
Deauville Festival des amerikanischen Films
- 2019: Deauville Talent Award für Jean Seberg – Against All Enemies

Milano International Film Festival Awards
- 2011: Beste Schauspielerin für Willkommen bei den Rileys

Mill Valley Film Festival
- 2019: Spotlight Award für Jean Seberg – Against All Enemies

Oaxaca FilmFest Award
- 2016: Beste Schauspielerin für Personal Shopper

Palm Springs International Film Festival
- 2021: Spotlight Award für Spencer

Sundance Film Festival Award
- 2017: Nominierung in der Kategorie Großer Preis der Jury – Kurzfilm für Come Swim

Zurich Film Festival
- 2019: Golden Eye Award für Jean Seberg – Against All Enemies

### Kritikerpreise
Boston Society of Film Critics Awards
- 2015: Beste Nebendarstellerin für Die Wolken von Sils Maria

Critics’ Choice Movie Award
- 2022: Nominierung in der Kategorie Beste Hauptdarstellerin für Spencer

Florida Film Critics Circle
- 2015: Beste Nebendarstellerin für Die Wolken von Sils Maria

Hollywood Critics Association
- 2020: Ehrenpreis für ihr künstlerisches Schaffen

National Society of Film Critics
- 2015: Beste Nebendarstellerin für Die Wolken von Sils Maria

New York Film Critics Circle Award
- 2015: Beste Nebendarstellerin für Die Wolken von Sils Maria

Talk Film Society
- 2016: Ehrenpreis für Die irre Heldentour des Billy Lynn, Café Society, Certain Women, Equals und Personal Shopper

### Publikumspreise
MTV Movie Awards
- 2009: Beste Schauspielerin für Twilight – Biss zum Morgengrauen
- 2009: Bester Filmkuss (zusammen mit Robert Pattinson) für Twilight – Biss zum Morgengrauen
- 2010: Bester Filmkuss (mit Robert Pattinson) für New Moon – Biss zur Mittagsstunde
- 2010: Beste Schauspielerin für New Moon – Biss zur Mittagsstunde
- 2011: Bester Filmkuss (mit Robert Pattinson) für Eclipse – Biss zum Abendrot
- 2011: Beste Schauspielerin für Eclipse – Biss zum Abendrot
- 2012: Bester Filmkuss (mit Robert Pattinson) für Breaking Dawn – Biss zum Ende der Nacht, Teil 1

Nickelodeon Kids’ Choice Awards
- 2010: Süßestes Pärchen für Bella und Jake (mit Taylor Lautner) in New Moon Biss zur Mittagsstunde
- 2012: Lieblings-Schauspielerin für Breaking Dawn – Biss zum Ende der Nacht, Teil 1
- 2013: Lieblings-Schauspielerin für Breaking Dawn – Biss zum Ende der Nacht, Teil 2 sowie Lieblings-Verklopperin für Snow White and the Huntsman

People’s Choice Awards
- 2010: Bestes On-Screen Team (mit Taylor Lautner und Robert Pattinson) für Die Twilight-Saga
- 2011: Beste Schauspielerin
- 2011: Bestes On-Screen Team (mit Taylor Lautner und Robert Pattinson) für Die Twilight-Saga

Scream Awards
- 2009: Beste Fantasy-Schauspielerin für Twilight – Biss zum Morgengrauen
- 2010: Beste Fantasy-Schauspielerin für Eclipse – Biss zum Abendrot

Teen Choice Awards
- 2009: Beste Schauspielerin in einem Drama für Twilight – Biss zum Morgengrauen
- 2009: Bester Filmkuss (mit Robert Pattinson) für Twilight – Biss zum Morgengrauen
- 2010: Beste Schauspielerin in einem Fantasy-Film für New Moon – Biss zur Mittagsstunde
- 2010: Beste Sommerfilm-Schauspielerin für Eclipse – Biss zum Abendrot
- 2010: Bester Filmkuss (mit Robert Pattinson) für New Moon – Biss zur Mittagsstunde
- 2010: Bestes Filmpaar (mit Robert Pattinson) für New Moon – Biss zur Mittagsstunde
- 2012: Beste Schauspielerin in einer Romanze für Breaking Dawn – Biss zum Ende der Nacht, Teil 1
- 2012: Bester weiblicher Filmstar für Snow White and the Huntsman

### Sonstiges
Elle Style Awards
- 2010: Woman of the Year

Goldene Himbeere
- 2010: Nominierung in der Kategorie Schlechteste Filmpaarung (mit Robert Pattinson) für New Moon – Biss zur Mittagsstunde
- 2010: Nominierung in der Kategorie Schlechteste Filmpaarung (mit Taylor Lautner) für New Moon – Biss zur Mittagsstunde
- 2011: Nominierung in der Kategorie Schlechteste Schauspielerin für Eclipse – Biss zum Abendrot
- 2011: Nominierung in der Kategorie Schlechteste Filmpaarung für Eclipse – Biss zum Abendrot
- 2012: Nominierung in der Kategorie Schlechteste Schauspielerin für Breaking Dawn – Biss zum Ende der Nacht, Teil 1
- 2012: Nominierung in der Kategorie Schlechteste Filmpaarung für Breaking Dawn – Biss zum Ende der Nacht, Teil 1
- 2013: Schlechteste Schauspielerin für Snow White and the Huntsman und für Breaking Dawn – Biss zum Ende der Nacht, Teil 2
- 2013: Nominierung in der Kategorie Schlechteste Filmpaarung (mit Robert Pattinson) für Breaking Dawn – Biss zum Ende der Nacht, Teil 2
- 2015: Nominierung in der Kategorie Himbeeren-Erlöser-Preis für Camp X-Ray: Eine verbotene Liebe

## Veröffentlichungen
- Bhautik Joshi, Kristen Stewart, David Shapiro: Bringing Impressionism to Life with Neural Style Transfer in Come Swim. 2017, arxiv:1701.04928